# Liste der Biografien/Gala
Liste der Biografien |
Portal Biografien |
Personensuche
# |
A |
B |
C |
D |
E |
F |
G |
H |
I |
J |
K |
L |
M |
N |
O |
P |
Q |
R |
S |
T |
U |
V |
W |
X |
Y |
Z |
?
 
Ga |
Gb |
Gc |
Gd |
Ge |
Gf |
Gh |
Gi |
Gj |
Gk |
Gl |
Gm |
Gn |
Go |
Gp |
Gq |
Gr |
Gs |
Gu |
Gv |
Gw |
Gy |
Gz
 
Gaa |
Gab |
Gac |
Gad |
Gae |
Gaf |
Gag |
Gah |
Gai |
Gaj |
Gak |
Gal |
Gam |
Gan |
Gao |
Gap |
Gaq |
Gar |
Gas |
Gat |
Gau |
Gav |
Gaw |
Gax |
Gay |
Gaz
 
Gala |
Galb |
Galc |
Gald |
Gale |
Galf |
Galg |
Galh |
Gali |
Galj |
Galk |
Gall |
Galm |
Galo |
Galp |
Galr |
Gals |
Galt |
Galu |
Galv |
Galw |
Galy |
Galz
Die Liste der Biografien führt alle Personen auf, die in der deutschsprachigen Wikipedia einen Artikel haben. Dieses ist eine Teilliste mit 138 Einträgen von Personen, deren Namen mit den Buchstaben „Gala“ beginnt.

## Gala
- Gala (* 1975), italienische Sängerin
- Gala, Gabe (* 1989), kanadischer Fußballspieler
- Gala, Mumin (* 1986), dschibutischer Leichtathlet

### Galab
- Galabinow, Andrej (* 1988), bulgarischer Fußballspieler
- Galabow, Rumen (* 1978), bulgarischer Fußballspieler
- Galabru, Michel (1922–2016), französischer Schauspieler und KomikerMichel Galabru (1922–2016)

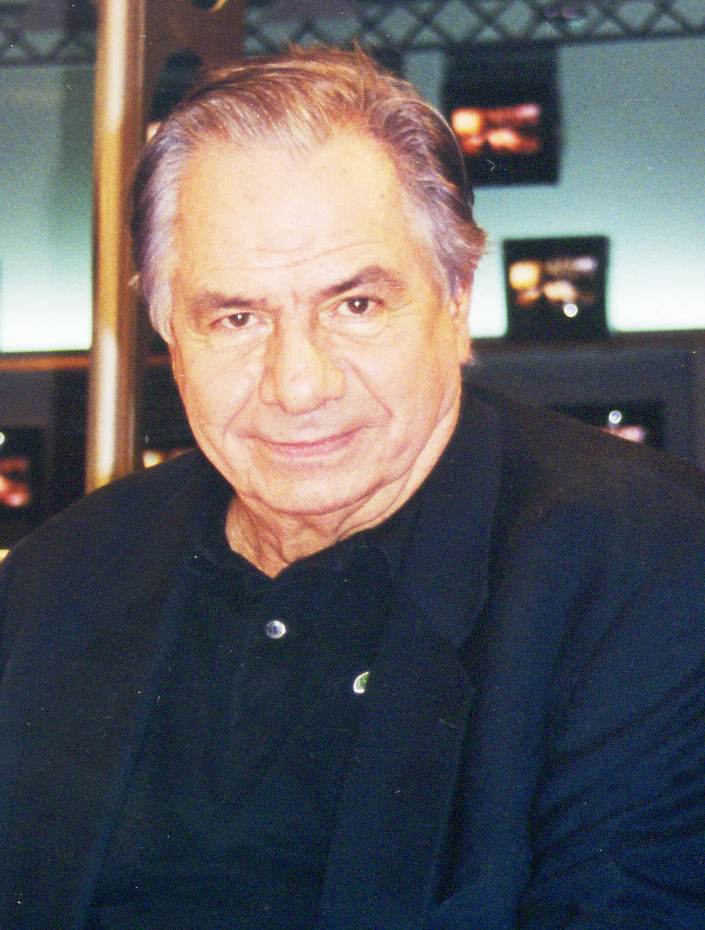
Michel Galabru (1922–2016)

### Galac
- Galaction, Gala (1879–1961), rumänischer Theologe, Schriftsteller und christlich-sozialistischer Aktivist

### Galad
- Galád, Adrián (* 1970), slowakischer Astronom
- Galadschan, Artjom Sergejewitsch (* 1998), russischer Fußballspieler
- Galadschew, Pjotr Stepanowitsch (1900–1971), sowjetischer Szenenbildner und Schauspieler

### Galaf
- Galafrés, Elsa Marguérite (1879–1977), deutsche Theaterschauspielerin

### Galag
- Galagan, Hryhorij (1819–1888), ukrainischer Sozialaktivist, Ethnograph, Philanthrop und Mäzen sowie Großgrundbesitzer
- Galagot, Dmitri (* 1992), moldauischer Boxer

### Galai
- Galaid, Ali Khalif (1941–2020), somalischer Premierminister
- Galain, Martín (* 1989), uruguayischer Fußballspieler
- Galais, Jennifer (* 1992), französische Sprinterin

### Galaj
- Gałaj, Dyzma (1915–2000), polnischer Soziologe und Politiker

### Galak
- Galakos, Maik (* 1951), griechischer Fußballspieler und -trainer
- Galaktionow, Michail Michailowitsch (* 1984), russischer Fußballspieler und Trainer
- Galaktopoulos, Petros (* 1945), griechischer Ringer und Trainer

### Galal
- Galal, Tamer (* 1971), deutscher Bodybuilder, Personal Trainer und AutorTamer Galal (* 1971)

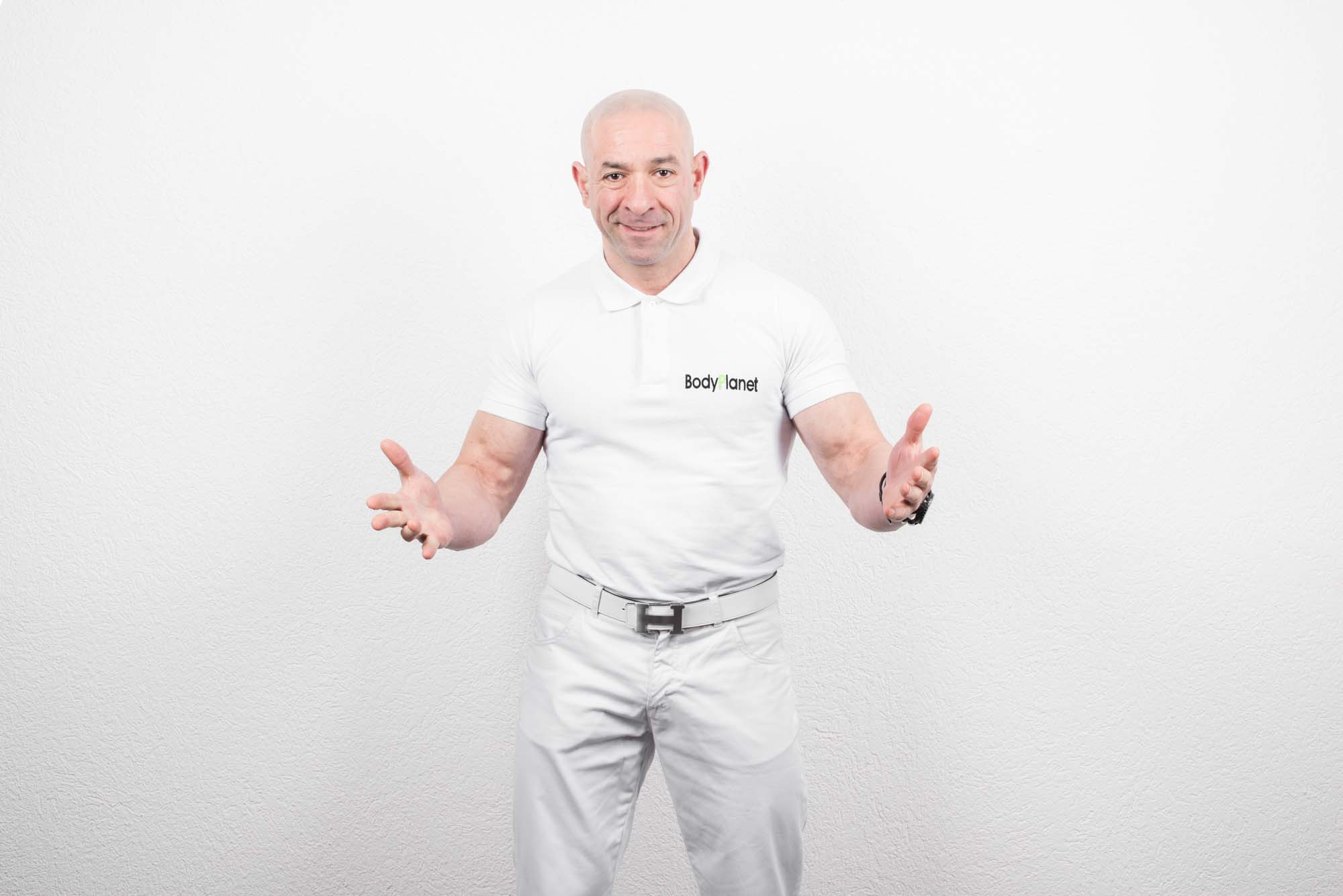
Tamer Galal (* 1971)

### Galam
- Galama, Baukje (* 1957), niederländische Politikerin (VVD)
- Galama, Jan Ysbrands (1885–1942), niederländischer römisch-katholischer Pfarrer, ermordet im KZ Dachau
- Galamaz, George (* 1981), rumänischer Fußballspieler
- Galamb, József (1881–1955), Erfinder des Ford Modell T
- Galambas, Carlos (* 1973), portugiesischer Handballspieler, -trainer und -manager
- Galambos, Gábor (* 1988), ungarischer Shorttracker
- Galambos, János (1940–2019), ungarischer Mathematiker
- Galambos, József (1900–1980), ungarischer Marathonläufer
- Galambos, József (1921–1979), ungarischer Generalmajor, Stellvertretender Innenminister
- Galambos, Louis (* 1931), US-amerikanischer Historiker
- Galambos, Péter (* 1986), ungarischer Ruderer
- Galambos, Robert (1914–2010), US-amerikanischer Zoologe und Neurowissenschaftler
- Galambos, Tibor (* 1991), ungarischer Leichtathlet
- Galamian, Ivan (1903–1981), internationaler, in den USA tätiger Violinpädagoge

### Galan
- Galán Barry, Carlos Walter (1925–2003), argentinischer Geistlicher, katholischer Bischof
- Galán Méndez, Daniel (* 1936), mexikanischer Botschafter
- Galán Méndez, Ricardo Francisco (* 1939), mexikanischer Botschafter
- Galán, Alejandro (* 1996), spanischer PadelspielerAlejandro Galán (* 1996)

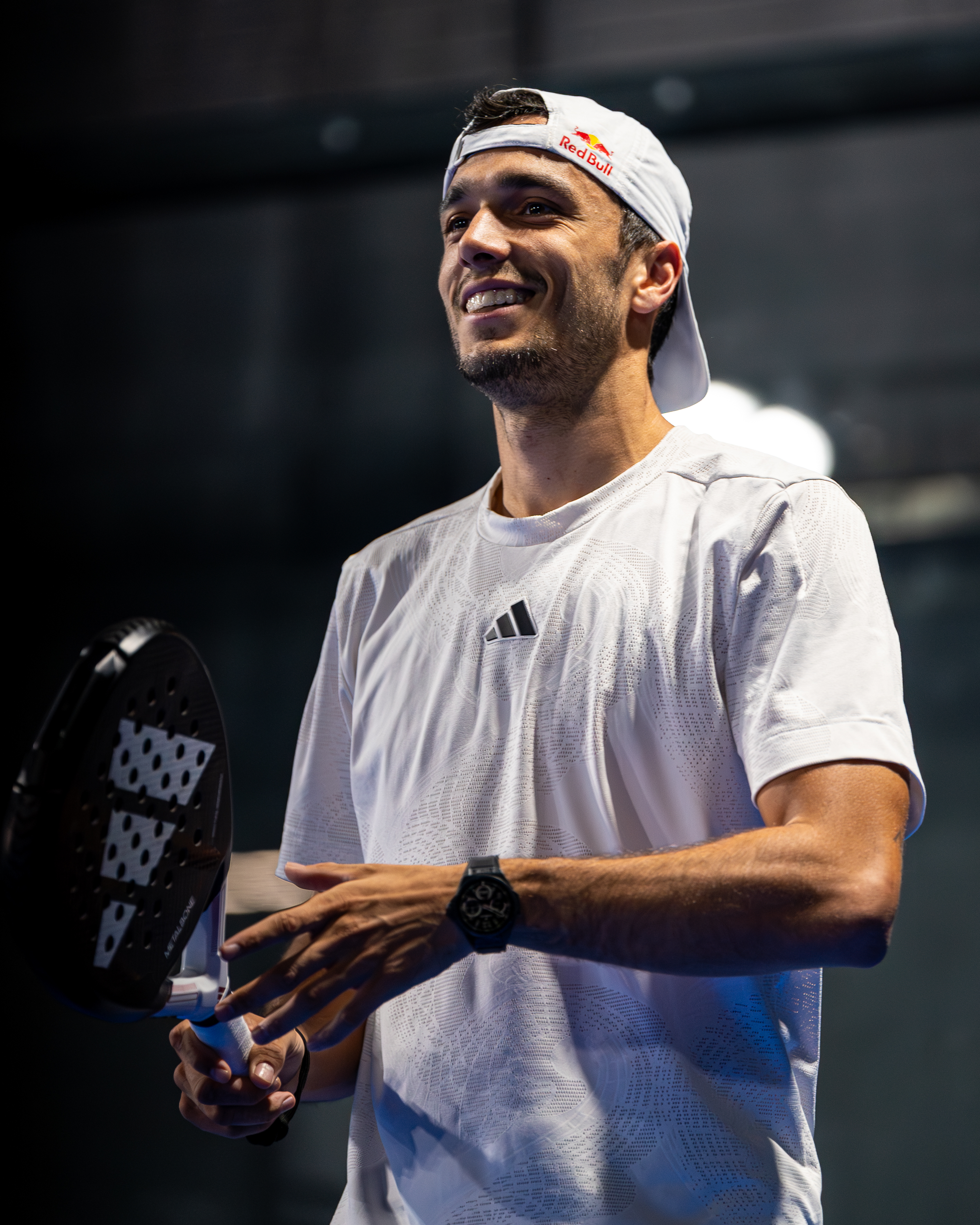
Alejandro Galán (* 1996)

- Galán, Cachita (1943–2004), argentinische Sängerin und Schauspielerin
- Galán, Carlos Fernando (* 1977), kolumbianischer Politiker und Journalist
- Galán, Cristóbal († 1684), spanischer Komponist des Barock
- Galán, Daniel Elahi (* 1996), kolumbianischer Tennisspieler
- Galán, Estrella (* 1971), spanische Sozialarbeiterin, Menschenrechtsaktivistin und Politikerin
- Galan, František (1908–1945), slowakischer Journalist und Politiker
- Galan, Giancarlo (* 1956), italienischer Politiker und Minister
- Galán, Jorge (* 1956), argentinischer Mikrobiologe
- Galán, Juana (1787–1812), spanische Guerillakämpferin im spanischen Unabhängigkeitskrieg
- Galán, Julio (1959–2006), mexikanischer Maler
- Galan, Juraj (* 1952), tschechoslowakischer Jazzgitarrist und Arzt
- Galán, Luis Carlos (1943–1989), kolumbianischer Journalist und PolitikerLuis Carlos Galán (1943–1989)

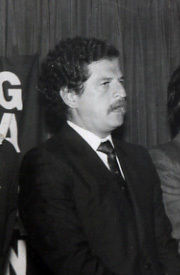
Luis Carlos Galán (1943–1989)

- Galán, Mapi (* 1962), spanische Schauspielerin
- Galán, Natalio (1917–1985), kubanischer Musikwissenschaftler und Komponist
- Galán, Pacho (1904–1988), kolumbianischer Komponist
- Galanaki, Rea (* 1947), griechische Schriftstellerin
- Galanakis, Irineos (1911–2013), griechischer Bischof
- Galand, Lionel (1920–2017), französischer Berberologe
- Galanda, Giacomo (* 1975), italienischer Basketballspieler
- Galandi, Christoph (* 1962), deutscher Ruderer
- Galandi, Ricardo (* 1989), deutscher Volleyballspieler
- Galanes, Jim (* 1956), US-amerikanischer Skilangläufer und nordischer Kombinierer
- Galanes, Joe (* 1965), US-amerikanischer Skilangläufer
- Galani, Dimitra (* 1952), griechische Sängerin
- Galanidis, Konstantinos (* 1990), griechischer Wasserballspieler
- Galanidou, Nena (* 1966), griechische Prähistorikerin
- Galanin, Iwan Wassiljewitsch (1899–1958), sowjetischer Generalleutnant
- Galanin, Michail Dmitrijewitsch (1915–2008), russischer Physiker
- Galanina, Ljudmila Konstantinowna (1929–2010), sowjetisch-russische Prähistorikerin
- Galanis, Dimitrios (1879–1966), griechischer Maler und Graveur
- Galanisz, Nikandrosz (* 1988), ungarischer Eishockeyspieler
- Galano, Clemente (1611–1666), italienischer Theatinermissionar und Orientalist
- Galanos, James (1924–2016), US-amerikanischer Modedesigner und Maler
- Galanova, Xenia (* 1992), russische Sopranistin
- Galanow, Belik Badmajewitsch (* 1989), russischer Boxer
- Galanow, Maxim Nikolajewitsch (* 1974), russischer Eishockeyspieler
- Galanskow, Juri Timofejewitsch (1939–1972), sowjetischer Dichter und Dissident
- Galant, Adam (* 1952), polnischer Hürdenläufer
- Galant, Jacqueline (* 1974), belgische Politikerin der Mouvement Réformateur (MR)
- Galant, Joaw (* 1958), israelischer General und PolitikerJoaw Galant (* 1958)

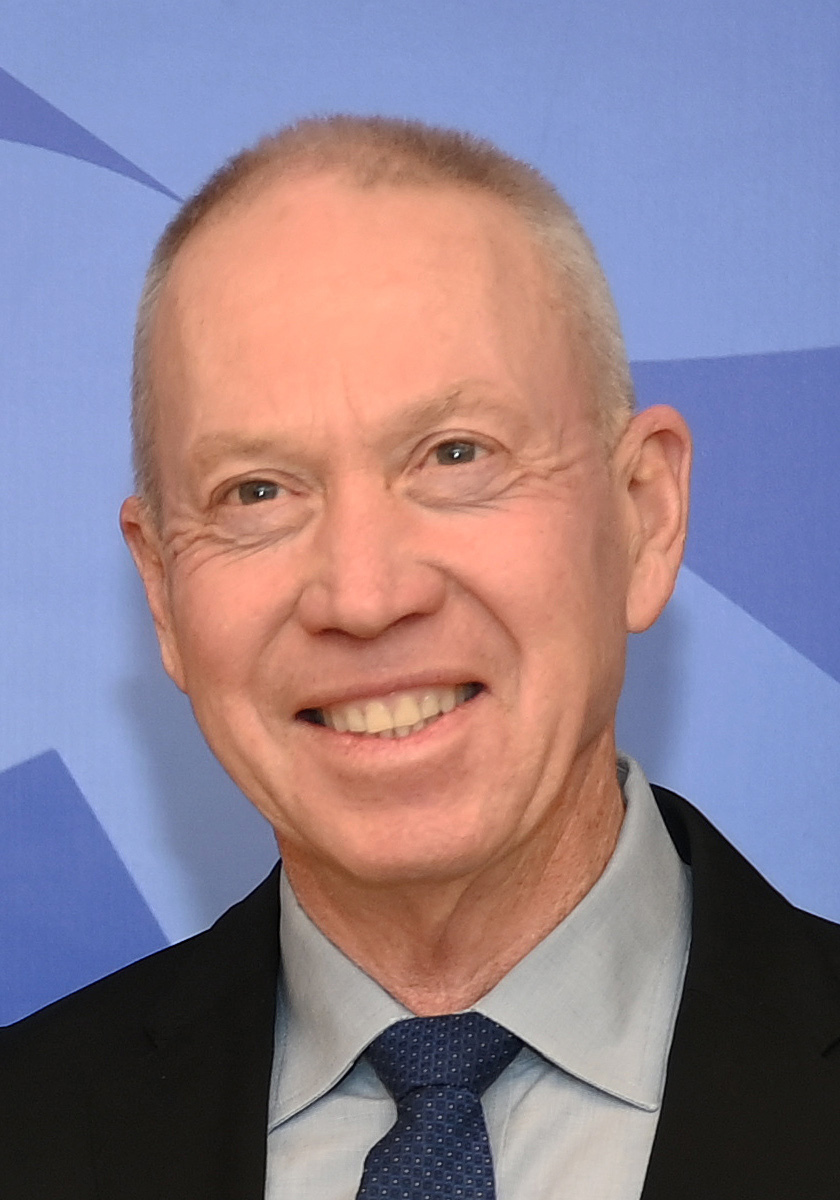
Joaw Galant (* 1958)

- Galant, Martyna (* 1995), polnische Leichtathletin
- Galant, Radosław (* 1990), polnischer Eishockeyspieler
- Galante, Andrea (* 1982), argentinische Filmschauspielerin
- Galante, Carlo (* 1959), italienischer Komponist
- Galante, Carmine (1910–1979), US-amerikanischer Mobster, Boss der Bonanno-Familie der La Cosa Nostra in New York City
- Galante, Fabio (* 1973), italienischer Fußballspieler
- Galante, Forrest (* 1988), US-amerikanischer Abenteurer, Fernsehmoderator und Naturschützer
- Galante, Giuseppe (1937–2021), italienischer Ruderer
- Galante, Inessa (* 1954), lettische Opernsänger (Sopran)
- Galante, Jerry, kolumbianischer Salsamusiker
- Galante, Joseph Anthony (1938–2019), US-amerikanischer Geistlicher, römisch-katholischer Bischof von Camden
- Galante, Rossano (* 1967), US-amerikanischer Komponist und Orchestrator
- Galanterniks, Arons (1921–1942), lettischer Fußballspieler
- Galanti, Carmine (1821–1891), italienischer Theologe, Danteforscher und Schriftsteller
- Galantino, Nunzio (* 1948), italienischer Geistlicher, Bischof und Präsident der Güterverwaltung des Apostolischen Stuhls

### Galar
- Galard de Béarn, Marquis de Brassac, René de (1699–1771), französischer Offizier und Komponist des Barock
- Galard Terraube, Geneviève de (1925–2024), französische Offizierin; Engel von Dien Bien Phu
- Galard, Gustave de (1779–1841), französischer Maler und Karikaturist
- Galarneau, Alexis (* 1999), kanadischer Tennisspieler
- Galarraga, Andrés (* 1961), venezolanischer Baseballspieler
- Galarraga, Armando (* 1982), venezolanischer Baseballspieler
- Galarreta, Alfonso de (* 1957), katholischer Weihbischof der Priesterbruderschaft St. Pius X.
- Galarza, Judith, mexikanische Menschenrechtsaktivistin
- Galarza, Ximena (* 1972), bolivianische Journalistin

### Galas
- Galás, Diamanda (* 1955), amerikanische Performancekünstlerin, Sängerin und SongwriterinDiamanda Galás (* 1955)

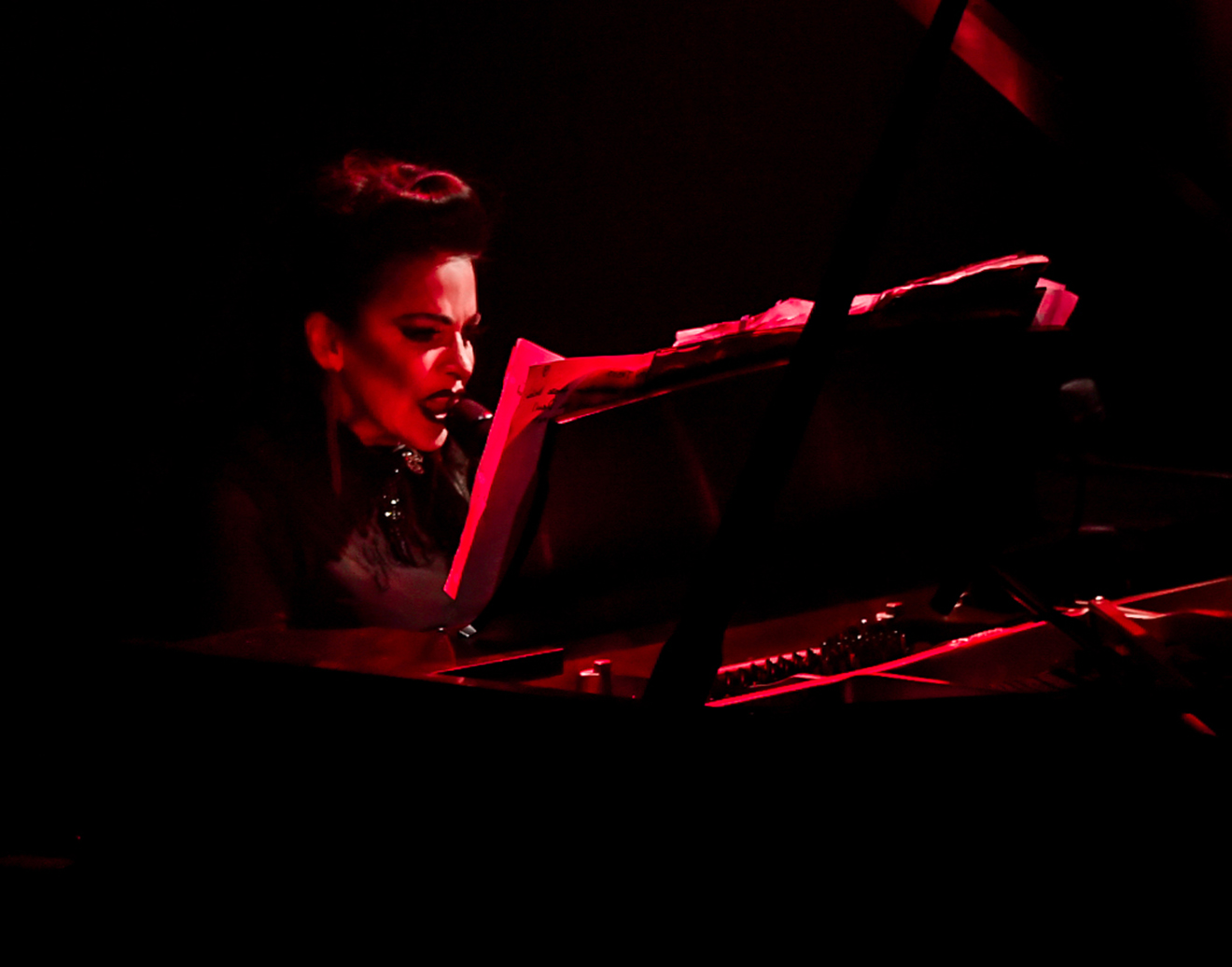
Diamanda Galás (* 1955)

- Galas, Dieter (* 1937), deutscher Beamter und Schulpolitiker
- Galaschina, Anastassija Walerjewna (* 1997), russische Sportschützin
- Galásek, Tomáš (* 1973), tschechischer Fußballspieler
- Galashan, Carol (* 1987), britische Wasserspringerin
- Galashan, Helen (* 1987), britische Wasserspringerin
- Galassi, Clelio (* 1950), san-marinesischer Politiker
- Galassi, Filippo (1856–1920), italienischer Bauingenieur
- Galassi, Michael (* 1990), italienischer Biathlet
- Galassi, Simona (* 1972), italienische Boxerin
- Galasso, Giovanni, italienischer Kameramann
- Galasso, Latino (1898–1949), italienischer Ruderer
- Galasso, Michael (1949–2009), US-amerikanischer Komponist

### Galat
- Galateo, Alberto (1912–1961), argentinischer Fußballspieler
- Galateo, Marco (* 1979), italienischer Politiker
- Galati de Oliveira, Martinho Lutero (1953–2020), brasilianischer Dirigent und Hochschullehrer
- Galati, Frank (1943–2023), US-amerikanischer Theaterregisseur, Theaterschauspieler, Drehbuchautor
- Galatino, Pietro Colonna, italienischer Theologe
- Galatis, Hagen († 2003), deutscher Musiker, Arrangeur und Komponist
- Galatius, Søren (* 1976), dänischer Mathematiker
- Galaton, griechischer Maler
- Galatro, Tita (1914–1988), argentinische Tangosängerin und Schauspielerin
- Galatzer, Norbert (1900–1980), österreichischer Arzt

### Galau
- Galau, Andreas (* 1967), deutscher Verwaltungsbeamter und Politiker (AfD), MdL
- Galaup de Chasteuil, Pierre (1644–1727), französischer Regionalhistoriker und Literaturhistoriker

### Galav
- Galaviz, Emily (* 2007), venezolanische Sängerin der Llanera-Musik
- Galaviz, Justo (1954–2013), venezolanischer Radrennfahrer
- Galavotti, Maria Carla (* 1947), italienische Philosophin, Wissenschaftstheoretikerin und Hochschullehrerin

### Galax
- Galaxy, Jackson (* 1966), US-amerikanischer Verhaltenstherapeut für Katzen, Autor und TV-GastgeberJackson Galaxy (* 1966)

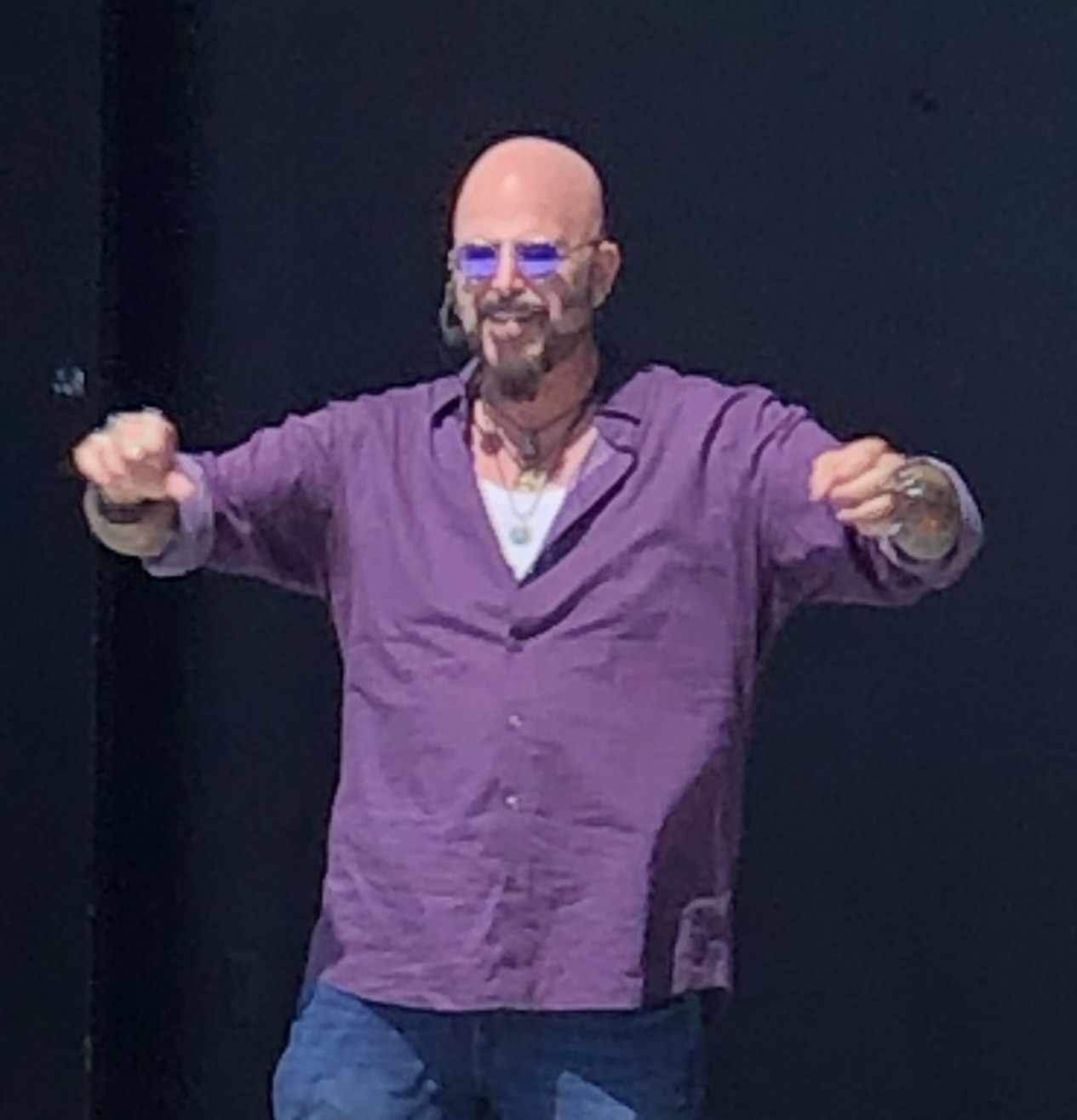
Jackson Galaxy (* 1966)

- Galaxy, Khaosai (* 1959), thailändischer Boxer

### Galay
- Galay, Roman (* 1998), finnischer Eiskunstläufer
- Galayda, John (* 1948), US-amerikanischer Physiker

### Galaz
- Galaz, Patricio (* 1976), chilenischer Fußballspieler
- Gałązka, Katarzyna (* 1997), polnische Schauspielerin
- Galazzi, Felice (1882–1949), italienischer Radrennfahrer